# استلویو ماسی
استلویو ماسی (ایتالیایی: Stelvio Massi؛ ‏ ۲۶ مارس ۱۹۲۹ – ۲۶ مارس ۲۰۰۴) کارگردان فیلم، فیلم‌نامه‌نویس و فیلم‌بردار اهل ایتالیا بود.
از فیلم‌هایی که وی در آن‌ها نقش داشته‌است، می‌توان به نوبت توست که بمیری، هزینه گزافی برای جانم خواهم داد، یک زن، دو دوست، چهار عاشق، آرابلا فرشته سیاه، اینگرید فاحشه خیابانی، گراویدا، فرشته مقرب، به خاطر یک مشت دلار، تیم اضطراری، دلیل آن قطره‌های عجیب خون روی بدن جنیفر چیست؟، شیاطین بال‌دار و جووانونا شاسی‌بلند اشاره نمود.